# 兼松エレクトロニクス
兼松エレクトロニクス株式会社（かねまつエレクトロニクス、英: KANEMATSU ELECTRONICS LTD.）は、IT、システムコンサルティング・ソフトウェア販売などを行っているシステムインテグレータ。兼松の完全子会社。

## 概要
創業以来、兼松の子会社として主にIBMユーザー向けに互換周辺機器を取り扱って来た。インフラ基盤の仮想化環境構築、デスクトップ仮想化（VDI）構築およびセキュリティ関連ソリューションに強みを持つ。
2007年までは合併した同じ兼松資本のメモレックスとライバル関係にあった。クライアントは成立当初からIBMユーザーのため大手、大企業が中心というのが特徴である。その後IBM互換周辺器からネットワーク、そしてIBM製品も積極的に取り扱うようになる。また商社機能を活かしたマルチベンダーとして、IBM製品のみならず国内・海外問わず多くのメーカーが展開する幅広い製品の中から、顧客それぞれのシステム環境にあわせた提案・販売を行っている。
近年では中国・タイにも現地法人を設立し、海外ビジネスの展開にも力を入れている。

## 沿革
- 1968年（昭和43年）7月 - 兼松江商（現・兼松）により兼松電子サービス株式会社として東京都中央区日本橋室町に設立。
- 1970年（昭和45年）3月 - 兼松エレクトロニクス株式会社に社名変更。
- 1987年（昭和62年）12月 - 東京証券取引所2部に上場。
- 1991年（平成3年）9月 - 東京証券取引所1部に上場。
- 1992年（平成4年）10月 - ケー・イー・エル総合サービス株式会社を設立。
- 1993年（平成5年）4月 - 兼松との共同出資により兼松メディカルシステム株式会社を設立｡
- 1996年（平成8年）
  - 4月 - 本社を現在地へ移転。
  - 7月 - ケー・イー・エルテクニカルサービス株式会社を設立。
- 1998年（平成10年）4月 - ケー･イー･エルシステムズ株式会社を設立。
- 2002年（平成14年）
  - 1月 - ケー・イー・エル・マネージメント・サービス株式会社を設立。
  - 6月 - ケー・イー・エル総合サービスを清算。
- 2006年（平成18年）3月 - 兼松メディカルシステムを精算。
- 2007年（平成19年）4月 - メモレックス・テレックス株式会社を吸収合併。
- 2010年（平成22年）12月 - 兼松電子（成都）有限公司の営業を開始。
- 2011年（平成23年）10月 - 株式会社ニュートラルとの合弁によりクラウドランド株式会社を設立。
- 2012年（平成24年）11月 - 日本オフィス・システム株式会社を子会社化。
- 2013年（平成25年）10月 - トッパンエムアンドアイ（現・NDIソリューションズ）、東京日産コンピューターシステムとの合弁により、株式会社グロスディーを設立。
- 2014年（平成26年） 
  - 4月 - タイに現地法人Kanematsu Electronics (Thailand) Ltd.を設立。
  - 11月 - ケー・イー・エルテクニカルサービスを存続会社として、ケー・イー・エル・マネージメント・サービス株式会社を合併。
- 2015年（平成27年）
  - 4月 - ケー・イー・エルテクニカルサービスを存続会社として、ケー･イー･エルシステムズを合併。
  - 5月 - 本社を東京都中央区京橋2丁目13番10号へ移転。
  - 7月 - 日本オフィス・システム株式会社を完全子会社化。
- 2016年（平成28年）6月 - 監査等委員会設置会社へ移行。
- 2017年（平成29年）8月 - グローバルセキュリティエキスパート株式会社と資本業務提携。
- 2021年（令和3年）5月 - キーウェアソリューションズ株式会社と資本業務提携[2]。
- 2022年（令和4年）
  - 5月 - 株式会社テリロジー（現・テリロジーホールディングス）と資本業務提携[3]。
  - 10月 - グローバルセキュリティエキスパート株式会社（GSX）の株式を追加取得し、持分法適用会社化[4]。
  - 11月 - 日本アクセス株式会社を完全子会社化[5]。
- 2023年（令和5年）
  - 3月 - 親会社の兼松が株式公開買付けにより90.71%の株式を取得[6]。
  - 5月 -  東京証券取引所プライム市場上場廃止[7]。株式売渡請求により兼松の完全子会社となる[8]。
  - 10月 - 熊本営業所を開設。

## 事業所
- 本社 - 東京都中央区京橋2-13-10
- コーポレートオフィス・技術センター - 東京都江東区有明3-4-10　TFTビル西館
- 札幌支店 - 北海道札幌市中央区南1条西6丁目15-1　札幌あおばビル
- 仙台支店 - 宮城県仙台市青葉区本町二丁目2番3号　鹿島広業ビル
- 大阪支社 - 大阪府大阪市中央区淡路町3-1-9　淡路町ダイビル
- 名古屋支店 - 愛知県名古屋市中区栄2-9-3　伏見第一ビル
- 福岡支店 - 福岡県福岡市博多区博多駅前1-4-1　博多駅前第一生命ビルディング
- 熊本営業所 - 熊本県菊池郡大津町大字大津1396-5

## 主な関係会社
- 兼松株式会社（親会社）
- 日本オフィス・システム株式会社
- ケー・イー・エルテクニカルサービス株式会社
- 日本アクセス株式会社
- 兼松電子（成都）有限公司
- Kanematsu Electronics (Thailand) Ltd.